# Установка фракціонування Тебоне
Установка фракціонування Тебоне — підприємство нафтогазової промисловості в Луїзіані на лівому березі Міссісіппі в районі Гейсмар, за півтора десятки кілометрів від південної околиці Батон-Руж.
Установка почала свою роботу ще в 1970-х роках, отримуючи через трубопровід діаметром 200 мм суміш зріджених вуглеводневих газів з розташованого за сімдесят кілометрів далі на південь газопереробного заводу North Terrebonne. Останній переробляє продукцію родовищ, постачену через Gulf South Pipeline (мережева система, котра пов'язує центри видобутку та переробки по всьому узбережжю Мексиканської затоки) та Transco (головна ділянка цієї гігантської системи прокладена між регіоном затоки та північно-східними штатами країни, проте до неї також відноситься ряд офшорних газозбірних мереж).
Потужність установки Тебоне сягає 30 тисяч барелів ЗВГ на добу, при цьому в 2016-му вона випустила лише 1,5 млн барелів товарних продуктів (ще за три роки до того цей показник був більш ніж удвічі вищим), у тому числі етану — 568 тисяч барелів, пропану — 465 тисяч, н-бутану — 120 тисяч, ізо-бутану — 143 тисячі, фракції пентан+ — 228 тисяч. На площадці фракціонатору існують ємності для роздільного зберігання 90 тисяч барелів пропану, н-бутану, ізо-бутану та газового бензину, тоді як виділений етан одразу спрямовується через трубопровід діаметром 150 мм до комплексу підземних сховищ Соренто, котрий в свою чергу має вихід до розгалуженої мережі постачання різноманітних споживачів. 
Крім того, продукти фракціонування можуть спрямовуватись численним хімічним виробництвам прямо у Гейсмарі, зокрема для потреб піролізної установки, котра з 2017-го належить канадській компанії Nova Chemicals.
В 2011-му установку Тебонне також сполучили бі-дирекціональним трубопроводом з іншим комплексом підземних сховищ в Гранд-Байу, що дозволяє отимувати звідти додаткову сировину або закачувати продукцію ГПЗ North Terrebonne у випадку зупинки фракціонатору.